# Robert Carey
Pour les articles homonymes, voir Carey.
Robert Carey, né le 12 décembre 1821 à Castel (Guernesey) et mort le 25 janvier 1883 à Jersey, est un officier britannique. 

## Biographie
Il sert comme lieutenant en Afghanistan (1841-1842). Capitaine en Crimée (1847-1854), major (1856), lieutenant-colonel (1859) puis brigadier-général (1860), il rejoint l'Australie en 1860 et, de 1860 à 1866 prend part aux guerres contre les Maoris. Il assiège ainsi en 1864 la forteresse d'Orakan mais les Maoris réussissent à lui échapper en fuyant par les marais. 
Nommé major-général en 1866, il travaille ensuite de 1870 à 1882 comme juge-avocat à Headquarters où il finit sa vie. 
Jules Verne le mentionne dans son roman Les Enfants du capitaine Grant (partie 3, chapitre VIII) lorsqu'il évoque les luttes contre les Maoris. 